# Tongas damlandslag i fotboll
Tongas damlandslag i fotboll representerar Tonga i fotboll på damsidan. Dess förbund är Tongas fotbollsförbund.